# Líneas Aéreas Privadas Argentinas

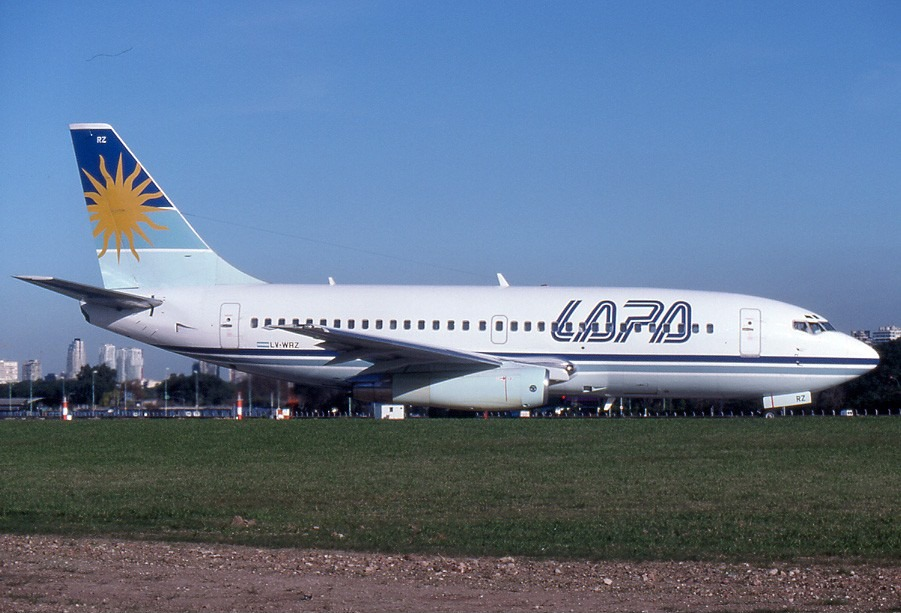
Um Boeing 737-200 (prefixo LV-WRZ) da LAPA, que caiu em 31 de agosto de 1999 no Voo LAPA 3142.

As Líneas Aéreas Privadas Argentinas (LAPA) (Português: Linhas Aéreas Privadas Argentinas) foi uma companhia aérea criada em 1977. Declarou falência em 2003.

## Acidentes aéreos
Em 31 de agosto de 1999, o vôo LAPA 3142 com destino à cidade de Córdoba sofreu um acidente aéreo, caindo logo após a decolagem do aeroporto Jorge Newbery, em Buenos Aires. Foi o pior acidente da história da aviação argentina.